# The Man You Are in Me
«The Man You Are in Me» es una canción compuesta e interpretada por la cantautora estadounidense Janis Ian. Fue publicado en abril de 1974 como la segunda canción de su sexto álbum de estudio, Stars. Poco después, la canción se lanzó el 14 de mayo de 1974 como el sencillo principal del álbum.

## Recepción de la crítica
Un escritor no especificado de la revista Cash Box describió «The Man You Are in Me» como una “fina y tierna balada”, mientras que la revista Record World lo describió como un “secillo sensual y sensible”.

### Clasificaciones
En diciembre de 1974, Beau Eurell de la revista Cash Box clasificó a «The Man You Are in Me» en la posición número 6 en su lista de sus 10 sencillos favoritos de 1974.

## Lista de canciones
Todas las canciones escritas y compuestas por Janis Ian. 
1. «The Man You Are in Me» – 2:57
2. «Jesse» – 4:06

## Créditos y personal
Créditos adaptados desde las notas de álbum de Stars.
Músicos
- Janis Ian – guitarra acústica y eléctrica
- Richard Davis – bajo eléctrico
- Barry Lazarowitz – batería
- Sal DiTroia – guitarra acústica (segunda)
- Eric Weissberg – guitarra acústica (tercera)
- George Devens – vibráfono
- Larry Alexander – pandereta

Personal técnico
- Brooks Arthur – productor, ingeniero de audio
- Larry Alexander – ingeniero de audio

## Posicionamiento
| Gráfica (1974)                                        | Pico de posición |
| ----------------------------------------------------- | ---------------- |
| Estados Unidos (Billboard Bubbling Under the Hot 100) | 104              |
| Estados Unidos (Billboard Easy Listening)             | 33               |
| Estados Unidos (Cash Box Looking Ahead)               | 106              |